# The Wanderer (album Donna Summer)
The Wanderer è l'ottavo album in studio della cantautrice statunitense Donna Summer, pubblicato nel 1980 dall'etichetta Geffen.

## Successo commerciale
L'album ebbe un discreto successo in Europa riuscendo ad entrare nella top 20 di Norvegia, Nuova Zelanda e Svezia. Fu il primo ad essere pubblicato dall'etichetta discografica Geffen, dopo la fine dei rapporti della Summer con la Casablanca Records.

## Tracce
Lato A
1. The Wanderer – 3:47 (Giorgio Moroder, Donna Summer)
2. Looking Up – 3:57 (Pete Bellotte, Moroder, Summer)
3. Breakdown – 4:08 (Bellotte, Faltermeyer)
4. Grand Illusion – 3:54 (Moroder, Summer)
5. Running for Cover – 4:01 (Summer)

Lato B
1. Cold Love – 3:38 (Bellotte, Faltermeyer, Forsey)
2. Who Do You Think You're Foolin' – 4:18 (Bellotte, Sylvester Levay, Jerry Rix)
3. Nightlife – 4:00 (Bellotte, Moroder)
4. Stop Me – 3:44 (Bellotte, Forsey)
5. I Believe in Jesus – 3:37 (Summer)

## Classifiche
| Classifica (1977) | Posizione massima |
| ----------------- | ----------------- |
| Norvegia          | 18                |
| Nuova Zelanda     | 16                |
| Regno Unito       | 55                |
| Svezia            | 15                |